# ギュヴェン・ヤルチュン
ギュヴェン・ヤルチュン（トルコ語: Güven Yalçın, 1999年1月16日 - ）は、ドイツ・ノルトライン＝ヴェストファーレン州デュッセルドルフ出身のプロサッカー選手。ジェノアCFC所属。トルコ代表。ポジションはFW。

## 経歴

### クラブ
2006年にバイエル・レバークーゼンのユースアカデミーに入団。2016年から2年間U-19リーグでプレーし、2018年7月にベシクタシュJKと契約。2018-19シーズンはスュペル・リグ1年目で22試合8得点を記録。2019年夏はRCDエスパニョールやレアル・ベティスといったラ・リーガのチームが、ヤルチンの獲得を目指していると言われている。
2021年2月1日、USレッチェに2020-21シーズン終了までのローン移籍で加入したことが発表された。
2022年7月21日、ジェノアCFCに移籍した。

### 代表
ユース世代はトルコ代表とドイツ代表の双方でプレーしていたが、フル代表はトルコ代表でプレー。2019年5月30日のギリシャ戦で、フル代表デビューを果たした。